# Прохоженское
Прохоженское (Соро) — озеро на территории Крошнозерского сельского поселения Пряжинского района Республики Карелии.

## Общие сведения
Площадь озера — 1,3 км². Располагается на высоте 160,6 метров над уровнем моря.
Форма озера лопастная. Берега сильно изрезанные, каменисто-песчаные.
Озеро поверхностных стоков не имеет, принадлежит к бассейну реки Олонки.
В озере более десятка островов различной площади, однако их количество может варьироваться в зависимости от уровня воды.
Населённые пункты возле озера отсутствуют. Ближайший — деревня Кутчезеро — расположен в 6,5 км к ССЗ от озера.
Код объекта в государственном водном реестре — 01040300211102000014732.